# Giovanna d'Inghilterra (regina di Scozia 1321)
Giovanna Plantageneta, detta Giovanna d'Inghilterra (Londra, 5 luglio 1321 – Hertford, 7 settembre 1362), è stata una principessa inglese e regina consorte di Scozia, come prima moglie del re Davide II.

## Biografia
Giovanna fu la figlia più giovane del re Edoardo II d'Inghilterra, e di sua moglie, Isabella di Francia.

## Matrimonio
Secondo i termini del trattato di Northampton, il 17 luglio 1328, quando la principessa aveva soli 7 anni, fu unita in matrimonio, a Berwick-upon-Tweed., al figlio del re di Scozia Roberto I, che l'anno seguente, alla morte del padre salì al trono con il nome di Davide II Il loro matrimonio durò 34 anni, ma non ebbero figli e tra loro non risulta vi fu mai amore. Giovanna fu incoronato nell'Abbazia di Scone nel novembre 1331.
La coppia non ebbe figli, infatti il trono di Scozia dopo Davide passò a Robert Stuart.
Dopo la vittoria di Edoardo III d'Inghilterra e di Edward Balliol nella battaglia di Halidon Hill, vicino a Berwick-upon-Tweed nel luglio 1333, Davide e Giovanna dovettero abbandonare il paese rifugiandosi in Francia. Raggiunsero Boulogne-sur-Mer nel maggio 1334, dove furono accolti da Filippo VI. Poco si sa della loro vita in Francia, tranne che si stabilirono a Château Gaillard e Filippo VI li trattò con riguardo.
Nel frattempo, i rappresentanti di Davide II avevano ottenuto il sopravvento in Scozia e la coppia fu autorizzata a tornare nel giugno 1341. Davide II fu fatto prigioniero nella battaglia di Neville's Cross il 17 ottobre 1346 e rimase imprigionato in Inghilterra per undici anni. Edoardo III permise a Giovanna di visitare il marito nella Torre di Londra alcune volte. Dopo il suo rilascio nel 1357, decise di rimanere in Inghilterra.
Giovanna lasciò nominalmente il marito in seguito alle sue molte infedeltà e si ricongiunse alla madre, Isabella, negli ultimi anni della sua vita, assistendola.

## Morte
Giovanna morì il 7 settembre 1362 al Castello di Hertford, Hertford. Fu sepolta nella Christ Church Greyfriars, a Londra, che fu pesantemente bombardata nel Blitz.

## Ascendenza
|                          |                        |                             | Genitori                           |  |  | Nonni |  |  | Bisnonni                 |  |  | Trisnonni              |  |
|                          |                        |                             |                                    |  |  |       |  |  | Enrico III d'Inghilterra |  |  | Giovanni d'Inghilterra |  |
|                          |                        |                             |                                    |  |  |       |  |  | Enrico III d'Inghilterra |  |  | Giovanni d'Inghilterra |  |
|                          |                        | Isabella d'Angoulême        |                                    |  |  |       |  |  | Enrico III d'Inghilterra |  |  |                        |  |
| Edoardo I d'Inghilterra  |                        |                             |                                    |  |  |       |  |  | Enrico III d'Inghilterra |  |  |                        |  |
|                          |                        | Eleonora di Provenza        | Raimondo Berengario IV di Provenza |  |  |       |  |  |                          |  |  |                        |  |
|                          |                        | Eleonora di Provenza        | Raimondo Berengario IV di Provenza |  |  |       |  |  |                          |  |  |                        |  |
|                          |                        | Eleonora di Provenza        | Beatrice di Savoia                 |  |  |       |  |  |                          |  |  |                        |  |
| Edoardo II d'Inghilterra |                        | Eleonora di Provenza        |                                    |  |  |       |  |  |                          |  |  |                        |  |
|                          |                        | Ferdinando III di Castiglia | Alfonso IX di León                 |  |  |       |  |  |                          |  |  |                        |  |
|                          |                        | Ferdinando III di Castiglia | Alfonso IX di León                 |  |  |       |  |  |                          |  |  |                        |  |
|                          |                        | Ferdinando III di Castiglia | Berenguela di Castiglia            |  |  |       |  |  |                          |  |  |                        |  |
| Eleonora di Castiglia    |                        | Ferdinando III di Castiglia |                                    |  |  |       |  |  |                          |  |  |                        |  |
|                          |                        | Giovanna di Dammartin       | Simone di Dammartin                |  |  |       |  |  |                          |  |  |                        |  |
|                          |                        | Giovanna di Dammartin       | Simone di Dammartin                |  |  |       |  |  |                          |  |  |                        |  |
|                          |                        | Giovanna di Dammartin       | Maria di Ponthieu                  |  |  |       |  |  |                          |  |  |                        |  |
| Giovanna Plantageneto    |                        | Giovanna di Dammartin       |                                    |  |  |       |  |  |                          |  |  |                        |  |
|                          | Filippo III di Francia | Luigi IX di Francia         |                                    |  |  |       |  |  |                          |  |  |                        |  |
|                          | Filippo III di Francia | Luigi IX di Francia         |                                    |  |  |       |  |  |                          |  |  |                        |  |
|                          | Filippo III di Francia | Margherita di Provenza      |                                    |  |  |       |  |  |                          |  |  |                        |  |
| Filippo IV di Francia    | Filippo III di Francia |                             |                                    |  |  |       |  |  |                          |  |  |                        |  |
|                          |                        | Isabella d'Aragona          | Giacomo I d'Aragona                |  |  |       |  |  |                          |  |  |                        |  |
|                          |                        | Isabella d'Aragona          | Giacomo I d'Aragona                |  |  |       |  |  |                          |  |  |                        |  |
|                          |                        | Isabella d'Aragona          | Iolanda d'Ungheria                 |  |  |       |  |  |                          |  |  |                        |  |
| Isabella di Francia      |                        | Isabella d'Aragona          |                                    |  |  |       |  |  |                          |  |  |                        |  |
|                          |                        | Enrico I di Navarra         | Tebaldo I di Navarra               |  |  |       |  |  |                          |  |  |                        |  |
|                          |                        | Enrico I di Navarra         | Tebaldo I di Navarra               |  |  |       |  |  |                          |  |  |                        |  |
|                          |                        | Enrico I di Navarra         | Margherita di Borbone-Dampierre    |  |  |       |  |  |                          |  |  |                        |  |
| Giovanna I di Navarra    |                        | Enrico I di Navarra         |                                    |  |  |       |  |  |                          |  |  |                        |  |
|                          |                        | Bianca d'Artois             | Roberto I d'Artois                 |  |  |       |  |  |                          |  |  |                        |  |
|                          |                        | Bianca d'Artois             | Roberto I d'Artois                 |  |  |       |  |  |                          |  |  |                        |  |
|                          |                        | Bianca d'Artois             | Matilde del Brabante               |  |  |       |  |  |                          |  |  |                        |  |
|                          |                        | Bianca d'Artois             |                                    |  |  |       |  |  |                          |  |  |                        |  |